# Curcuma glans
Curcuma glans är en enhjärtbladig växtart som beskrevs av Kai Larsen och John Donald Mood. Curcuma glans ingår i släktet Curcuma och familjen Zingiberaceae. Inga underarter finns listade i Catalogue of Life.